# Bedenica
 Bedenica  falu és község Horvátországban Zágráb megyében. Közigazgatásilag Bosna, Omamno, Otrčkovec és Turkovčina tartozik hozzá.

## Fekvése
Zágrábtól 32 km-re északkeletre, a Horvát Zagorje területén, a megye északi részén fekszik.

## Története
A település neve először víznévként fordul elő, csak később említik faluként. Nevét topominiai metafóraként a horvát „badanj” főnévből eredeztetik. Bedenica plébániáját 1334-ben említi először Ivan goricai főesperes a zágrábi káptalan statútumában. A Mindenszentek tiszteletére szentelt plébániatemploma már előbb, valószínűleg a 13. században épült. 1359-ben I. Lajos király Marócsa területén fekvő Bedenica földjét egy Gergely (Grgur) nevű nemesnek adja. 1409-ben templomának Sebestyén nevű papját említik. A 16. századtól a templommal kapcsolatban már nem említik többé a régi Marócsa megyét, mely ekkorra beleolvadt Zágráb vármegyébe, csak Bedenica neve szerepel. A templom erődszerű falai alkalmasak voltak a lakosság védelmére is, ezért 1544-ben a török betörésekor valószínűleg ide menekültek a környék lakói.
A falunak 1857-ben 267, 1910-ben 614 lakosa volt. Trianonig Zágráb vármegye Szentivánzelinai járásához tartozott. 2001-ben 535 lakosa volt.

## Lakosság
| Lakosság változása | Lakosság változása | Lakosság változása | Lakosság változása | Lakosság változása | Lakosság változása | Lakosság változása | Lakosság változása | Lakosság változása | Lakosság változása | Lakosság változása | Lakosság változása | Lakosság változása | Lakosság változása | Lakosság változása |
| ------------------ | ------------------ | ------------------ | ------------------ | ------------------ | ------------------ | ------------------ | ------------------ | ------------------ | ------------------ | ------------------ | ------------------ | ------------------ | ------------------ | ------------------ |
| 1857               | 1869               | 1880               | 1890               | 1900               | 1910               | 1921               | 1931               | 1948               | 1953               | 1961               | 1971               | 1981               | 1991               | 2001               |
| 267                | 294                | 381                | 446                | 519                | 614                | 631                | 637                | 672                | 682                | 620                | 585                | 549                | 515                | 535                |

## Nevezetességei
A Mindenszentek tiszteletére szentelt plébániatemploma valószínűleg a 13. században épült egy stratégiai jelentőségű magaslaton. A 17. században barokk stílusban építették át. Vastag falai erődszerűek, szentélyének boltozata gótikus. Harangtornya a homlokzat felett emelkedik. Amint a templom zárókövén is olvasható évszám mutatja a templomot 1811-ben átépítették, ekkor nyerte el mai formáját. Egyhajós épület, keskenyebb, hosszúkás, sokszög záródású gótikus szentéllyel, amelyet támpillérek támasztanak meg. Hozzá csatlakozik a sekrestye és a Szent Antal-kápolna. A belseje csehsüvegboltozatos, kivéve egy hosszúkás, gótikus keresztbordás boltozatú szentélyt. A főhomlokzaton hatalmas harangtorony található. A berendezés a 18. és 19. századból származik.
A hagyományos népi építészet szép példája a 64. szám alatt álló fa lakóház, a hozzá tartozó gazdasági épületekkel.  A 19. századi kőből és téglából készült pincével ellátott ház földszintes, téglalap alaprajzú, tölgyfa deszkából épült. A belső tér kialakítása három részből áll. A berendezés nagy része eredeti, közülük kiemelkedik a két falazott kályha, és a díszített bejárati ajtó.

## Külső hivatkozások
- Bedenica község hivatalos oldala
- Zágráb megye turisztikai egyesületének honlapja Archiválva 2013. március 22-i dátummal a Wayback Machine-ben
- Kalinski: Ojkonimija zelinskoga kraja. Zagreb. 1985.
- Sena Sekulić – Gvozdanović: Templom erődítések Horvátországban. Zagreb. 1994.